# Рорбах (Пфальц)

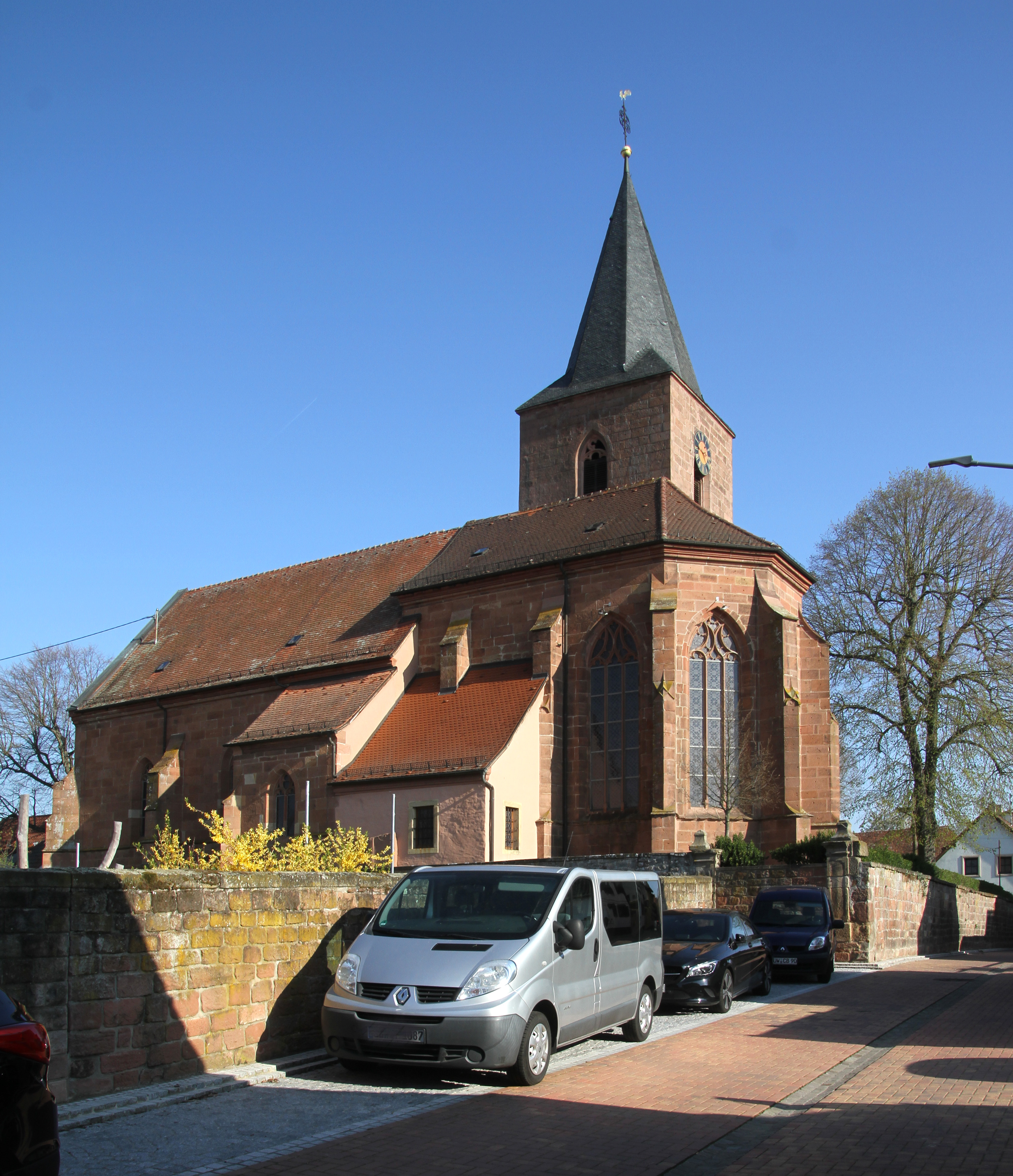
Святого Михаила в Рорбахе

Рорбах (нем. Rohrbach) — коммуна в Германии, в земле Рейнланд-Пфальц.
Входит в состав района Южный Вайнштрассе. Подчиняется управлению Херксхайм. Население составляет 1560 человек (на 31 декабря 2010 года). Занимает площадь 9,25 км².